# Strukturpolitik
Die Strukturpolitik ist ein Oberbegriff für die Gesamtpolitik der wirtschaftspolitischen Maßnahmen zur Gestaltung der Struktur der Volkswirtschaft eines Staates. Ziel der Strukturpolitik ist die Vermeidung bzw. Überwindung von Strukturkrisen, die das gesamtwirtschaftliche Gleichgewicht stören. Mit Strukturpolitik werden Veränderungen in der Wirtschaft, die durch neue Produkte, Globalisierung oder Strukturwandel hervorgerufen werden, abgeschwächt oder sozial verträglich gestaltet.
Strukturpolitik wird in folgenden Formen umgesetzt:
- als regionale Strukturpolitik, die durch Maßnahmen der Investitionsförderung die Ansiedlung von Industrien in Fördergebieten unterstützt oder
- als sektorale Strukturpolitik, die durch Subventionen und Steuervergünstigungen
  - bestimmte Wirtschaftszweige aus politischen Gründen erhält (Erhaltungspolitik), Bsp.: Bergbau, Schiffbau, Ländliche Entwicklung
  - Anpassungen an den Strukturwandel erleichtert (Anpassungspolitik)
  - oder bestimmte zukunftsträchtige Technologien und Wirtschaftszweige (z. B. erneuerbare Energien) und u. a. besonders den Einsatz von künstlicher Intelligenz in modernen Industrieregionen bewusst fördert (Gestaltungspolitik).

Die Strukturpolitik ist eine Untergattung der Prozesspolitik.
Strukturpolitische Instrumente
Die wirtschaftspolitischen Instrumente mit deren Hilfe in regionale oder sektorale Teilbereiche der Wirtschaft eingegriffen werden kann, sind äußerst vielgestaltig. Ein wirtschaftspolitischer Eingriff muss sich – insbesondere in der Sozialen Marktwirtschaft – immer an der sozialen Verantwortung des Staates vor seinen Bürgern messen lassen. Gründe für einen solchen Eingriff können unter anderem sein: die Verhinderung von Arbeitslosigkeit, die Belebung ländlicher Räume, die Bewahrung eines Kulturgutes (zum Beispiel traditioneller Arbeitstechniken im Handwerk oder der Landwirtschaft), die Gewährleistung der Versorgungssicherheit oder der Umweltschutz.
An fiskalpolitischen Instrumenten kommen beispielsweise Steuersenkungen, die Erhöhung der Nachfrage durch direkte Staatsaufträge oder Subventionszahlungen an bestimmte Unternehmen infrage. Im Bereich der Außenpolitik setzen manche Staaten auf sogenannte Schutzzölle, um die inländische Wirtschaft vor ausländischer Konkurrenz zu schützen (Außenprotektion). Ferner sind auch Maßnahmen denkbar, die einen Schutz bestimmter (sektoraler oder regionaler) Bereiche vor anderen inländischen Marktteilnehmern, zum Beispiel vor Konkurrenzunternehmen, gewährleisten sollen (Binnenprotektion); in Deutschland versteht man darunter im Speziellen die Förderung mittelständischer Unternehmen.